# 정연욱 (1965년)
정연욱(鄭然旭, 1965년 12월 22일~)은 대한민국의 언론인 출신 정치인이다. 제22대 국회의원이다.
동아일보의 기자를 지냈으며 동아일보에서 퇴직한 이후 국민의힘에 입당했다. 제22대 국회의원 선거를 앞두고 부산진구 을 선거구에 예비후보로 등록을 했으며 이헌승 의원과 경선을 펼쳤으나 경선에서 패배했다. 하지만 수영구 선거구에 공천되었던 장예찬의 공천이 취소됨에 따라 수영구 선거구에 전략공천되었다. 본 선거 결과 과반이 넘는 50.33%의 득표율을 기록하면서 더불어민주당 유동철 후보와 무소속 장예찬 후보를 꺾고 당선되었다.

## 학력
- 혜화국민학교 졸업
- 부산동중학교 졸업
- 부산동고등학교 졸업
- 서울대학교 법과대학 법학 학사

## 경력
- 1991: 동아일보 사회부 기자
- 동아일보 수도권부 기자
- 동아일보 정치부 기자
- 동아일보 여야 현장 반장 및 청와대 출입 기자
- ~2011: 동아일보 사회부 법조팀장
- 2011~2012: 동아일보 논설위원(차장급)
- 2013~2013: 채널A 정치부장
- 2014~2015: 동아일보 정치부장
- 2016~2018: 채널A 보도본부 부본부장
- 2019~2023: 동아일보 논설위원(국장급)
- 2023. 12.~2024. 3.: 제22대 국회의원 선거 부산 부산진구 을 국민의힘 예비후보
- 2024. 3.~2024. 4.: 제22대 국회의원 선거 국민의힘 부산광역시당 선거대책위원회 시민소통대책본부장
- 2024. 4. 10. 대한민국 제22대 국회의원 선거 당선(부산 수영구, 국민의힘, 초선)[1][2]
- 2024. 5.~: 국민의힘 부산광역시당 수영구 당원협의회 위원장
- 2024. 6.~2025. 4.: 국민의힘 부산광역시당 수석대변인
- 2024. 6.~2024. 7.: 국민의힘 정책위원회 산하 시급한 민생 현안 해결을 위한 공정언론특별위원회 위원
- 2024. 6.~2024. 7.: 국민의힘 정책위원회 산하 시급한 민생 현안 해결을 위한 AI·반도체특별위원회 위원
- 2024. 9.~2024. 10.: 2024년 하반기 재보궐선거 국민의힘 부산광역시당 부산광역시 금정구청장 보궐선거 선거대책위원회 대변인단
- 2024. 9.~: 국민의힘 호남동행 국회의원 발대식 명예의원(전북특별자치도 부안군)
- 2025. 4. ~2025. 5.: 국민의힘 한동훈 제21대 대통령 선거 경선후보 국민먼저 캠프 메세지전략위원장
- 2025. 5.~2025. 6.: 제21대 대통령 선거 국민의힘 김문수 대통령 후보 부산 선거대책위원회 시민소통총괄본부장

### 의정활동
- 2024. 5.~ 제22대 국회의원(부산 수영구, 국민의힘, 초선)
  - 2024. 6.~ 제22대 국회 문화체육관광위원회 위원
    - 제22대 국회 전반기 문화체육관광위원회 문화예술법안심사소위원회 위원
    - 제22대 국회 전반기 문화체육관광위원회 예산결산심사소위원회 위원

  - 대한민국 미래혁신포럼 구성의원
  - 북한 그리고 통일 구성의원
  - 디지털경제3.0포럼 구성의원
- 2024. 12.~2025. 6. 제22대 국회 전반기 예산결산특별위원회 위원

## 역대 선거 결과
| 실시년도 | 선거   | 대수 | 직책     | 선거구      | 정당     | 득표수   | 득표율          | 순위 | 당락 | 비고 |
| -------- | ------ | ---- | -------- | ----------- | -------- | -------- | --------------- | ---- | ---- | ---- |
| 2024년   | 총선   | 22대 | 국회의원 | 부산 수영구 | 국민의힘 | 51,092표 | \| \| 50.33% \| | 1위  |      | 초선 |
|          | 50.33% |      |          |             |          |          |                 |      |      |      |

## 소속 정당
| 소속 정당 | 소속 정당 | 소속 기간 | 비고      |
| --------- | --------- | --------- | --------- |
|           | 국민의힘  | 2024~현재 | 정계 입문 |

## 같이 보기
- 수영구 (선거구)
- 부산 수영구의 국회의원